# 开放代理
开放代理指一个能被所有互联网用户访问的代理服务器。一般情况下，代理服务器只允许特定网域的用户用此代理保存并到例如DNS或网页的互联网服务，目的是减少和控制这个小组使用的流量。而开放代理使得任何用户均能够使用这种转发服务。

在互联网上转发请求的开放式代理。

## 优点
匿名开放代理是一种可以帮助电脑用户隐藏他们的IP地址不被网络服务器或互联网内容提供商发现的方法。这可使揭露访问者的身份变得更难，从而帮助用户在浏览网络或使用其他网络服务保护他们的感知安全。然而，只依靠这种方法可能不能达到真正的匿名和广义上的网络安全。

## 缺点
运行开放代理服务器可能是在电脑的主人不察觉的情况下完成的。这可由电脑上代理软件的错误配置造成，或是被专用于此目的的恶意软件（病毒、木马或蠕虫）的入侵造成。如果这种现象是被恶意软件导致的，这台被感染的电脑就变成了僵尸电脑。
对于服务器操作者来说，开放代理有很高的风险：
- 这样的服务被频繁地用作攻入外部的计算机系统，儿童色情常通过代理传播，这样的代理也有可能会被用来传播不合法的内容。
- 这样的代理可能导致高昂的流量使用，这会导致子网的延迟和对流量限制的冲击。
- 一个错误配置的开放代理也可能存在允许连接到私有子网或DMZ的问题。这种安全问题对于公司或家庭网络来说很严重，因为本来被防火墙保安的电脑，现在可能被直接攻击。

很多开放代理的速度很慢，有时会低于14.4千比特每秒或甚至低于300比特每秒。它们的速度可能从快到慢随时改变。

## 测试来自开放代理的连接
由于开放代理常与滥用相关，目前已开发了许多方法用来将其辨别并拒绝向其提供服务。具有严格使用方针的 IRC 网络会自动测试客户端是否为已知开放代理。同样的，邮件服务器也可以用像proxycheck这样的软件配置以自动测试邮件发送者是否为开放代理。因为开放代理通常很难追踪，它们对于需要网络匿名和隐私保护的人来说很有用。
一些IRC群组和邮件服务器运行DNSBL以公开已知开放代理的IP地址，例如 AHBL、CBL、NJABL和SORBS。
自动测试开放代理客户端，在伦理方面是存在争议的。Vernon Schryver等的一些专家认为，这样的测试是“非常不好的方法”。 其他人则认为，这样的对于客户端的检测，对于服务条款上包括了此内容的服务是合理的。